# Death Canyon
Pour les articles homonymes, voir Death (homonymie).
Death Canyon (en français le Canyon de la mort) est un canyon situé dans le parc national de Grand Teton, dans l'État américain du Wyoming. Le canyon a été formé par un glacier qui a reculé à la fin du dernier âge glaciaire, il y a environ 15 000 ans, laissant derrière lui une vallée en U.